# Persia White

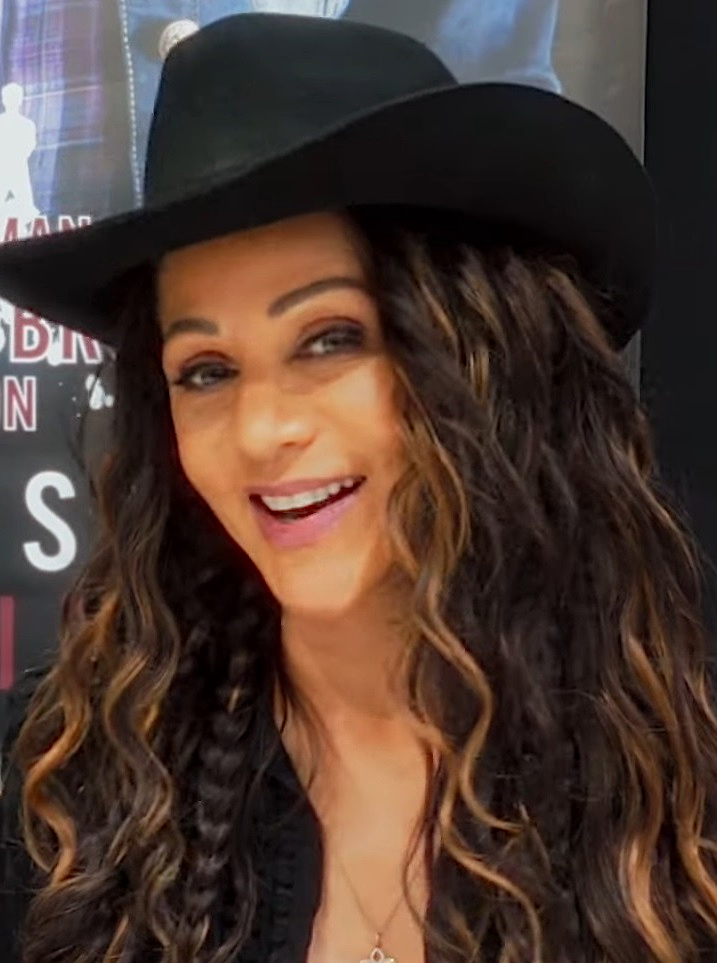
Persia White im Jahr 2024

Persia White (* 25. Oktober 1972 in Miami, Florida) ist eine US-amerikanische Schauspielerin.

## Leben und Leistungen
White wuchs zeitweise in Nassau auf. Sie trat im Alter von acht Jahren im Coconut Grove Childrens' Theatre in Miami auf. Ihre erste Filmrolle spielte sie an der Seite von Nick Nolte im Sportdrama Blue Chips aus dem Jahr 1994, wurde jedoch nicht im Abspann erwähnt. Im Fernsehdrama Frage nicht nach morgen (1996) spielte sie neben Kirstie Alley. Im Filmdrama Späte Abrechnung (2000) spielte sie an der Seite von Peter Coyote und Nastassja Kinski. Außerdem trat sie in zahlreichen Fernsehserien auf, darunter in zwei Folgen der Fernsehserie Buffy – Im Bann der Dämonen aus dem Jahr 1997.
White spielt seit dem Jahr 2000 in der Fernsehserie Girlfriends die Rolle von Lynn Anne Searcy, die seit der Zeit an der Universität mit Joan Carol Clayton (Tracee Ellis Ross) Maya Denise Wilkes (Golden Brooks) und Antoinette Marie Childs (Jill Marie Jones) befreundet ist. In einer der Folgen trat sie gemeinsam mit der eigenen Tochter auf.
White ist Mitglied der Musikgruppe XEO3, außerdem komponierte sie Musik für einige Independentfilme und schrieb einen Song für die Serie Girlfriends. Sie koproduzierte den Dokumentarfilm Earthlings. Für ihren Einsatz für den Tierschutz wurde sie im Jahr 2005 von People for the Ethical Treatment of Animals mit dem Preis Humanitarian of the Year ausgezeichnet.
White ist seit 2014 mit dem Schauspieler Joseph Morgan verheiratet.

## Filmografie (Auswahl)
- 1996: Frage nicht nach morgen (Suddenly)
- 1996–1997: Buffy – Im Bann der Dämonen (Buffy the Vampire Slayer, Fernsehserie, 2 Folgen)
- 1997: X-Factor: Das Unfassbare (Beyond Belief: Fact or Fiction, Fernsehserie, 2 Folgen)
- 1997–1998: Breaker High (Fernsehserie, 44 Folgen)
- 1999: Blood Dolls
- 2000: Stalled
- 2000: Operation Sandman
- 2000: Späte Abrechnung (Red Letters)
- 2000–2008: Girlfriends (Fernsehserie, 172 Folgen)
- 2001: Angel – Jäger der Finsternis (Angel, Fernsehserie, Folge 2x20 Gefangene der Dimensionen)
- 2012–2013: Vampire Diaries (The Vampire Diaries, Fernsehserie, 7 Folgen)
- 2017: Cargo
- 2017: Miss Me This Christmas
- 2017: You Can’t Fight Christmas